# Talův memoriál
Talův memoriál (rusky Мемориал Таля) je mezinárodní šachový turnaj, který se koná v Rusku od roku 2006. Je pojmenován na počest mistra světa Michaila Tala (1936–1992). Pořadatelským městem je Moskva, pouze v roce 2014 se turnaj konal v Soči. Patří do kategorie 21 a pořádá ho Ruská šachová federace. Nejčastějším formátem je jednokolový turnaj, v němž se deset pozvaných velmistrů utká každý s každým, v roce 2014 se soutěžilo v bleskovém šachu a v roce 2018 v rapid šachu a bleskovém šachu.

## Seznam vítězů
| #  | Rok                      | Elo          | Vítěz                                                                               | Kol | Skóre |
| -- | ------------------------ | ------------ | ----------------------------------------------------------------------------------- | --- | ----- |
| 1  | 2006                     | 2727         | Péter Lékó (Maďarsko) Ruslan Ponomarjov (Ukrajina) Levon Aronjan (Arménie)          | 9   | 5½    |
| 2  | 2007                     | 2741         | Vladimir Kramnik (Rusko)                                                            | 9   | 6½    |
| 3  | 2008                     | 2738         | Vasyl Ivančuk (Ukrajina)                                                            | 9   | 6     |
| 4  | 2009                     | 2761         | Vladimir Kramnik (Rusko)                                                            | 9   | 6     |
| 5  | 2010                     | 2757         | Levon Aronjan (Arménie) Sergej Karjakin (Russia) Šachrijar Mamedjarov (Ázerbájdžán) | 9   | 5½    |
| 6  | 2011                     | 2776         | Magnus Carlsen (Norsko) Levon Aronjan (Arménie)                                     | 9   | 5½    |
| 7  | 2012                     | 2777         | Magnus Carlsen (Norsko)                                                             | 9   | 5½    |
| 8  | 2013                     | 2777         | Boris Gelfand (Izrael)                                                              | 9   | 6     |
| 9  | 2014 (blitz)             | 2777         | Šachrijar Mamedjarov (Ázerbájdžán)                                                  | 22  | 16    |
| 10 | 2016                     | 2760         | Jan Něpomňaščij (Rusko)                                                             | 9   | 6     |
| 11 | 2018 (rapid)2018 (blitz) | 2757,12781,5 | Višvanáthan Ánand (Indie) Sergej Karjakin (Rusko)                                   | 913 | 610   |